# Гвардиница (Мехединци)
Гвардиница (рум. Gvardinița) насеље је у Румунији у округу Мехединци у општини Балачица. Oпштина се налази на надморској висини од 228 m.

## Прошлост
Место је у другој половини 19. века постало "Капетан Мишин" спахилук. Славни српски милионер али и добротвор Миша Анастасијевић је купио тај последњи у низу, спахилук 1867. године за 73.000 дуката. Спахилук је априла 1885. године продаван на лицитацији, а информације је давао Димитрије Германи.

## Становништво
Према подацима из 2002. године у насељу је живело 1432 становника, од којих су сви румунске националности.